# Dodge Sidewinder
La Dodge Sidewinder è una concept car creata dalla casa automobilistica statunitense Dodge nel 1997.

## Sviluppo
La vettura venne presentata presso il SEMA di Las Vegas del 1997 e proponeva una possibile introduzione sul mercato di un ibrido tra un pick-up e una vettura sportiva.

## Tecnica
Il design venne curato dal designer della Chrysler Mark Allen, mentre il telaio venne progettato da Riley & Scott. Il propulsore V10 8.0 impiegato era derivato da quello della Dodge Viper GTS-R ed era gestito da un cambio automatico a quattro marce. Esso produceva 640 CV di potenza e 719 Nm di coppia. 
Con questa configurazione, la vettura accelera da 0 a 100 km/h in poco meno di 4 secondi, con velocità massima di 274 km/h. La carrozzeria era realizzata in acciaio.